# Persönlichkeitstheorie
Eine Theorie der Persönlichkeit versucht das psychologische Wissen über die Individualität des Menschen zu integrieren und den inneren Zusammenhang der Persönlichkeitseigenschaften zu erklären. Damit entsteht ein Bezugssystem für die Psychologische Diagnostik und für die praktische Anwendung persönlichkeitspsychologischer Prinzipien.
In der Persönlichkeitspsychologie und in der älteren Charakterkunde wurden zahlreiche Persönlichkeitstheorien entwickelt. Diese Vielfalt von Theorien kann irritieren, denn sie zeigt, wie vorläufig diese Entwürfe sind, aber auch wie schwierig eine umfassende Persönlichkeitstheorie ist. Als wichtige Gründe dieses Pluralismus sind zu nennen:
- das Menschenbild. Jede Persönlichkeitstheorie geht von mehr oder minder deutlichen Überzeugungen aus, welches die wesentlichen Eigenschaften des Menschen sind. Dazu gehören Vorstellungen über die Natur und Kultur des Menschen sowie philosophische oder religiöse Annahmen über den Menschen.
- die Wissenschaftskonzeption (Wissenschaftstheorie). Aus dem Menschenbild folgt oft auch eine bestimmte Auffassung, ob die Persönlichkeitsforschung nach allgemeinen Gesetzmäßigkeiten suchen sollte oder die einzelnen Menschen in ihrer Individualität und ihrem biografischen Lebens- und Sinnzusammenhang gerecht werden sollte. Diese beiden Sichtweisen, Nomothetik und Idiografie, werden oft mit dem Gegensatz einer erklärenden gegenüber einer verstehenden Psychologie gleichgesetzt und bilden ein grundlegendes Problem der Wissenschaftskonzeption der Psychologie. Der Standpunkt des Persönlichkeitsforschers hat Konsequenzen für den theoretischen Ansatz und auch für die Entscheidung, welche Methoden geeignet sind und welche abzulehnen sind, z. B. nur psychologische Interviews und biografische Interpretationen oder auch Tests und statistische Methoden der Datenanalyse.
- die Absichten und der Geltungsbereich. Das Ziel kann eine umfassende, systematische und auch biografische Beschreibung der Persönlichkeit sein, oder es geht nur um Teilbereiche, die als besonders wichtig angesehen werden, beispielsweise die psychodynamischen Antriebs- und Kontrollvorgänge oder die Selbstkonzepte. Andere Persönlichkeitstheorien sind vor allem darauf angelegt, empirisch gut zu prüfende und zuverlässige Grundlagen für die professionelle Anwendung beispielsweise in der Personalpsychologie oder Klinischen Psychologie zu liefern.

## Persönlichkeitstheorie als Eigenschaftstheorie
Die Eigenschaftstheorien der Persönlichkeitspsychologie befassen sich nicht mit allen einzelnen Eigenschaften, sondern mit den jeweils als wichtig geltenden Grundeigenschaften. So sind oft Forschungsprogramme hinsichtlich einer bestimmten Eigenschaft entstanden, um diese mit verschiedenen Methoden genau zu beschreiben und dann zu erklären, wie sich diese Eigenschaft entwickelt, z. B. Aggressivität, Ängstlichkeit, Lebenszufriedenheit. Diese Forschung schließt damit an die frühere Charakterkunde an, Charakterzüge und deren Struktur zu erfassen. Der moderne Ansatz unterscheidet sich jedoch durch die vielfältigen empirischen Methoden und durch das andere theoretische Verständnis bei der Definition von Persönlichkeitseigenschaft. Für die neuere Eigenschaftstheorie ist es grundlegend, zwischen relativen Merkmalsausprägungen im Hinblick auf Situationen und Zeitpunkte zu differenzieren, während die frühere Charakterkunde von feststehenden Eigenschaften ausging.
Eigenschaftstheoretiker wie Gordon Allport und Robert Heiß haben sich weniger für die Struktur der Persönlichkeit, sondern für deren dynamische Regulation im Zusammenspiel von allgemeinen Dispositionen, Motiven und Erfahrungen interessiert. Heiß löste den Begriff der feststehenden Persönlichkeitseigenschaft auf, in dem er, in Anlehnung an tiefenpsychologische Konzepte, beschrieb, wie veränderlich, labil, widersprüchlich, in Extreme umschlagend und gebrochen sich Eigenschaftsdispositionen äußern können. „Person als Prozess“ bezeichnet diese Vorstellung von einem dynamischen System Persönlichkeit.
Andere Eigenschaftsforscher verwenden die Methode der Faktorenanalyse, d. h. ein statistisches Verfahren, um zahlreiche, mehr oder minder zusammenhängende Merkmale auf die ihnen zugrunde liegenden Faktoren zu reduzieren – wie sich Tausende unterscheidbarer Farbnuancen auf die drei physikalischen Dimensionen Farbton, Helligkeit und Sättigung zurückführen lassen. Raymond B. Cattell, Hans Eysenck und Joy Paul Guilford gehören zu den einflussreichsten Forschern dieser Richtung. Die faktorenanalytische Methodik ist umstritten, da sie fragwürdige statistische Voraussetzungen macht; dennoch liefern die Ergebnisse zumindest Ordnungsversuche. Neben der Faktorenanalyse werden heute viele weitere statistische Methoden zur Datenreduktion, zur Beschreibung typischer Merkmalsmuster und Verläufe eingesetzt. (Amelang et al. 2006).
Häufig wurde der Frage nachgegangen, wie viele Grundeigenschaften der Intelligenz und der Persönlichkeit zu unterscheiden sind. So befasste sich Eysenck mit vier hauptsächlichen Persönlichkeitsdimensionen, Cattell mit bis zu 21 primären Faktoren. In neuerer Zeit behaupteten Costa und McCrae et al. (2005) fünf grundlegende Persönlichkeitseigenschaften, die als „Big Five“ bezeichnet werden (siehe John et al. 2008). Solche zahlenmäßigen Festlegungen wurden kritisiert, denn sie sind weitgehend willkürlich und methodisch zweifelhaft. Da hier ausschließlich Fragebogen zur Selbstbeurteilung verwendet wurden, bleibt auch die Behauptung, dass es sich um fünf kulturübergreifende, universelle Persönlichkeitseigenschaften handelt, zweifelhaft.
Den Eigenschaftstheorien zufolge ist Persönlichkeit als die Gesamtheit der Eigenschaften eines Menschen zu sehen. Über die innere Struktur oder über das Selbst als Kern der Persönlichkeit wird kaum etwas ausgesagt. Das Interesse gilt vielmehr der Konstanz und der Variabilität des individuellen Verhaltens sowie der Psychologischen Diagnostik. Alle anderen wissenschaftlichen Persönlichkeitstheorien (im Unterschied zu populären Theorien der Alltagspsychologie) sind auf genaue Eigenschaftsbegriffe angewiesen. Häufig sind diese Konzepte jedoch methodisch nicht so gründlich ausgearbeitet, überprüft und diagnostisch breit anwendbar wie die Untersuchungsmethoden der genannten Eigenschaftstheoretiker.
Die Abgrenzung zu philosophischen, nur gedanklichen Reflexionen, zu religiösen Überzeugungen und zu alltagspsychologisch spekulativen Konzepten der Persönlichkeit kann schwierig sein. Wissenschaftliche Persönlichkeitstheorien sollen sich auf empirisch prüfbare Aussagen beziehen. Dies gilt für objektivierende Verhaltensbeobachtungen, kaum jedoch für Aussagen, die nur auf innerer Erfahrung (Introspektion) und Selbstbeurteilung beruhen, also nur sprachlich, z. B. in Interviews oder Fragebogen, vermittelt sind. Von wissenschaftlichen Theorien werden auch keine grundsätzlichen und moralischen Bewertungen erwartet, auch wenn es sich um abweichendes (deviantes) Sozialverhalten oder um psychopathologische Symptome handelt.
Die folgende Einteilung berücksichtigt verschiedene Persönlichkeitstheorien. Sie unterscheiden sich in den grundlegenden Annahmen, wobei oft nur ein bestimmter Bereich der Persönlichkeit oder ein Funktionsprinzip als wichtig gilt oder nur eine bestimmte Methodik herangezogen wird. Deswegen sind diese Theorien jeweils auf einen Ausschnitt von Phänomenen, Befunden und Eigenschaften begrenzt und auf entsprechend schmale psychologische Anwendungsbereiche eingeengt. – Die Eigenschaftstheorien sind grundlegend für alle anderen, denn sie strukturieren die Vielfalt der individuellen Differenzen in Begriffen von relativ überdauernden Eigenschaften, z. B. der Intelligenz oder des Temperaments.

## Persönlichkeitstheorie als Typenlehre
Die neuere Persönlichkeitspsychologie sieht Eigenschaften als theoretische Dimensionen, auf denen jeder Mensch eine bestimmte (sich u. U. verändernde) Position oder Ausprägung aufweist. Demgegenüber wurde in der Charakterkunde oft der Begriff des Typus verwendet. Damit ist ein Muster von zusammengehörigen Merkmalen gemeint, wobei nicht in jedem Fall alle dieser Merkmale auftreten müssen, die zum definierten (idealen) Typus gehören. Seit es geeignete statistische Verfahren gibt, können solche Ähnlichkeiten und typischen Merkmale besser untersucht werden. Die Methode der Typisierung macht weniger Voraussetzungen als die dimensionale Messung und ist anschaulicher. So sind heute noch viele Krankheitsbilder eher als Typus zu verstehen, z. B. in der Psychiatrie die depressive oder die zwanghafte Persönlichkeit, oder in der Psychologie die autoritäre Persönlichkeit oder die kreative Persönlichkeit.

## Psychodynamische Persönlichkeitstheorien
Sigmund Freud (1856–1939) hat keine systematische Persönlichkeitstheorie entworfen, doch haben seine aus der psychotherapeutischen Erfahrung und seiner Theorie der Neurose gewonnenen Einsichten viele Psychologen beeinflusst. Die frühe Kindheit, insbesondere die elterlichen Bezugspersonen und die ersten Erfahrungen kindlicher Sexualität sollen einen prägenden Einfluss haben. Freud nahm drei Entwicklungsphasen (orale, anale, genitale) an, und in jeder Phase sind psychologische Fehlentwicklungen möglich, welche dann die Persönlichkeitsbildung bestimmen, z. B. die orale und die anale Charakterfixierung. Nachhaltige Folgen können sich aus einer in der individuellen Entwicklung misslingenden Auflösung des Ödipuskomplex bzw. des Elektrakomplex ergeben. Damit sind typische Beziehungsprobleme und Konflikte, z. B. aufgrund der Zuneigung des Sohns zur Mutter und die sich deswegen ausbildende Konkurrenz mit dem Vater (und im übertragenen Sinn auch mit anderen Autoritäten) gemeint. Die weitgehend unbewussten Triebbedürfnisse des „Es“ im dynamischen Zusammenwirken mit den beiden anderen Instanzen „Ich“ und „Über-Ich“ bedingen eine psychische Dynamik, die mehr oder minder konflikthaft oder den Lebensbedingungen angepasst sein kann. Wie die wiederkehrenden Bedürfnisse kontrolliert werden und die damit verbundenen Angstgefühle verarbeitet werden (Abwehrmechanismen) formen die Persönlichkeitseigenschaften.
Die vorrangige Methodik ist das psychoanalytische Verfahren, d. h. die Bewusstmachung und das Nacherleben jener dynamisch unbewussten Geschehnisse im Verlauf einer Psychotherapie, wobei die psychoanalytische Interpretation von Träumen, von Symptomen und von Fehlleistungen einen wichtigen Platz einnimmt.
Aus der Tradition von Freuds Psychoanalyse sind zahlreiche Richtungen und neue Theorien entstanden, die jedoch weiterhin von der wichtigen Rolle weitgehend unbewusster Kräfte und Verarbeitungsweisen überzeugt bleiben und deswegen als psychodynamische („tiefenpsychologische“) Orientierung zusammengefasst werden: u. a. die Komplexe Psychologie Carl Gustav Jungs, Alfred Adlers analytische Psychologie, die stärker sozialpsychologisch und gesellschaftskritisch ausgerichtete Psychologie Erich Fromms, die Theorie der Identitätsentwicklung (Erik H. Erikson) und psychoanalytische Selbsttheorien u. a. von Heinz Kohut (siehe auch Charaktertypen).

## Lerntheoretisch-verhaltenswissenschaftliche Konzepte
Die individuellen Unterschiede entwickeln sich aufgrund der Lerngeschichte des Menschen nach den allgemeinen Gesetzen des Lernens. Verhaltensweisen werden nach dem Prinzip der Konditionierung, nach dem Prinzip des operanten Lernens und dem Prinzip des Lernens durch Beobachtung erworben. Aus verhaltenswissenschaftlicher Sicht (Behaviorismus) interessiert deshalb vor allem das objektiv beobachtbare Verhalten bzw. das Lernen neuer Verhaltensweisen und nicht eine Theorie der „inneren“ Persönlichkeit. Aus dieser Verhaltensforschung stammen zahlreiche wichtige Begriffe und Erklärungshypothesen, die in Persönlichkeitstheorien übernommen wurden.
Bekannte Ansätze auf der Grundlage der Lerntheorie stammen u. a. von John B. Watson und von Burrhus Frederic Skinner, der auch die wechselseitige Abhängigkeit („Verhaltenskontrolle“) betonte, z. B. bei der Interaktion zwischen Schülern und Lehrern. Neuere lerntheoretische Ansätze u. a. von Albert Bandura, Walter Mischel, Frederick Kanfer u. a. berücksichtigen stärker die kognitiven und sozialen Bedingungen des Lernens sowie auch die Möglichkeiten der Selbstkontrolle (Selbstmanagement-Therapie). Die Theorie des individuellen Lernens und Verlernens von Verhaltensweisen bildet die wissenschaftliche Grundlage der Verhaltensmodifikation und der Verhaltenstherapie von unangepassten oder störenden Verhaltensweisen.

## Biografisch orientierte Persönlichkeitstheorien
In der Tradition der historischen und literarischen Biografik und der Charakterstudien stehen die Richtungen der biografischen Persönlichkeitsforschung. Sie stützen sich jedoch auf neuere psychologische Methoden, zu denen vor allem standardisierte Interviews und Tests gehören. So entwickelte Henry A. Murray den Thematischen Apperzeptionstest TAT, um ergänzende Informationen für eine Biografie zu gewinnen. Der TAT besteht aus einer Serie von Bildern, auf denen verschiedene alltäglich-typische Szenen mit verschiedenen Personen dargestellt sind. Aus den dazu erfundenen Phantasiegeschichten versuchte Murray die individuell wichtigen Themen und Konflikte zu erschließen. Hans Thomae und Mitarbeiter entwickelten ein umfangreiches Programm der biografisch orientierten Persönlichkeitsforschung, das „Individuum in seiner Welt“ zu erfassen, jedoch mit einheitlichen Begriffen und Methoden, um die psychologisch bedeutsamen Themen und die Formen der individuellen Auseinandersetzung mit den Lebensaufgaben vergleichen zu können. Die biografischen Untersuchungen verlangen methodisch gründliche psychologische Interpretationen (Fahrenberg 2002). Der Prozess der Identitätsfindung ist aus den erzählenden (narrativen) Darstellungen in Autobiografien zu erschließen (McAdams 2006).
Der biografischen Orientierung ähnlich sind die neueren idiografischen Ansätze, die sich auf den einzelnen Menschen richten und eine möglichst genaue Beschreibung der veränderlichen und der relativ konstanten Verhaltensweisen in verschiedenen Situationen im zeitlichen Verlauf anstreben (siehe Differenzielle Psychologie). Wenn in diesem individuumzentrierten Vorgehen auch Testdaten, Messungen und statistische Methoden eingesetzt werden, unterscheidet sich diese Art von Einzelfallstudien grundsätzlich von dem ursprünglichen Begriff idiografisch. In den Geisteswissenschaften ist damit eine ganzheitlich verstehende und interpretierende Beschreibung des Besonderen oder Einmaligen gemeint im Gegensatz zur naturwissenschaftlichen, auf allgemeine Gesetze zielenden Forschung.

## Interaktionistische Persönlichkeitstheorien
Viele neuere Persönlichkeitstheorien erweitern die Eigenschaftstheorien in verschiedener Hinsicht. Einige persönlichkeitspsychologische Auffassungen werden als interaktionistische Theorien bezeichnet, da sie der wechselseitigen Beeinflussung und Formung von Persönlichkeit und Situation (Interaktionismus) größte Bedeutung einräumen. Solche Beziehungen werden auch von anderen Persönlichkeitstheorien nicht ausgeklammert, doch sehen zumindest die älteren lerntheoretischen Ansätze die wichtigsten Verhaltensbedingungen in den jeweiligen Reiz-Bedingungen (Situationen), und die älteren Eigenschaftstheorien achten hauptsächlich auf die relativ feststehenden Persönlichkeitszüge.
Zu dieser interaktionistischen Akzentuierung haben auch die psychoanalytischen Ansätze und Forschungsergebnisse der Sozialpsychologie beigetragen (Herkner 1996). Einerseits provozieren bestimmte Lebenssituationen, z. B. Partner oder Aufgaben, individuelle Verhaltensreaktionen, andererseits bevorzugen Individuen bestimmte Situationen, sie schaffen soziale Beziehungen und verändern aktiv ihre Umwelt. Die Persönlichkeitsforschung hat sich unverhältnismäßig lange mit der allgemeinen Frage beschäftigt, die relativen Anteile von Persönlichkeit, Situation und Wechselbeziehung statistisch beschreiben zu wollen (Kenrick und Funder 1988; Funder 2006). Die verwendeten Selbstbeurteilungen in Fragebogen reichen nicht aus, da es eigentlich auf die aktuelle Interaktion in realen Lebenssituationen ankommt. Diese Abhängigkeiten genau zu beschreiben, ist sehr schwierig und in der praktischen Diagnostik noch kaum zu verwirklichen.

## Kognitive Persönlichkeitstheorien und Selbsttheorien
Zu dieser Gruppe von Persönlichkeitstheorien gehört vor allem George A. Kellys einflussreiche Theorie persönlicher Konstrukte. Die persönlichen Konstrukte eines Menschen bezeichnen – im Unterschied zu den Erklärungshypothesen der Wissenschaftler – individuelle Schemata zur Erfassung der Welt. Die Menschen gehen, um andere Personen oder die Ereignisse in der Welt zu verstehen, wie Wissenschaftler vor, sie interpretieren ihre Wahrnehmungen, sie entwickeln Annahmen und prüfen diese an ihren wiederkehrenden Erfahrungen. Dabei unterliegt das System persönlicher Konstrukte einer kontinuierlichen Veränderung durch neue Erfahrungen. So kann Persönlichkeit als die Gesamtheit der persönlichen Konstrukte verstanden werden, einschließlich eines zentralen Konstrukts über das Selbst. Auch für die von Carl Rogers im Rahmen der Psychotherapie vertretene Auffassung geht vor allem von den Konzepten aus, die sich ein Mensch von der eigenen Person, von anderen Menschen und von seiner Umwelt macht. Beide Autoren entwickelten spezielle Verfahren, um diese Konzepte genauer zu erkunden. So werden wichtige Bezugspersonen und die eigene Person genau verglichen, um die psychologisch im Einzelfall wichtigen Konstrukte herauszuarbeiten (Rollen-Konstrukt-Repertoire), oder indem bestimmte Eigenschaften nach dem Grad ihres Zutreffens auf die eigene Person (als ein aktuelles Selbstbild oder als ein Wunschbild) eingestuft werden.
Diese Persönlichkeitstheorien werden gelegentlich als phänomenologisch bezeichnet, doch sind sie mit ihren Untersuchungsinstrumenten und mit ihrem Anwendungsbezug auf Psychotherapie grundsätzlich anders angelegt als die philosophische Phänomenologie. Auch von den phänomenologisch-psychologischen Beschreibungen (siehe Ludwig Klages, Philipp Lersch) unterscheiden sich diese amerikanischen Autoren wesentlich, trotz mancher Ähnlichkeiten im Stil des von der Subjektivität ausgehenden Beschreibens psychischer Phänomene.
Auch in anderen Persönlichkeitstheorien steht der Begriff Selbst im Zentrum. Das Selbst ist der innerste Kern der Persönlichkeit oder die zentrale Instanz des gesamten Bewusstseins und Handelns, der Wertorientierung und Verantwortlichkeit. Psychologische Theorien des Selbst, die z. T. noch zwischen unbewussten und bewussten Anteilen unterscheiden, versuchen viele menschliche Perspektiven zu eröffnen: Selbstverwirklichung, Reifung, Kreativität, Sinnsuche, Spiritualität u. a. (vgl. Transpersonale Psychologie)
Der vieldeutige Begriff Selbst und die fehlende Abgrenzung zu Ich, Person, Subjekt haben kritische Einwände provoziert. Die meisten Autoren erläutern nicht, ob vielleicht ein metaphysischer Anteil im Sinne eines unsterblichen Seelenprinzips mit gemeint ist. Wenn „ich“ mein „Selbst“ beurteilen soll, kann diese Aufgabe zirkulär, d. h. wie ein Kreisprozess wirken. Wer ist hier das Subjekt? Psychologisch ist es zweckmäßiger, einzelne Selbstkonzepte zu unterscheiden. Jeder Mensch hat eine Vielzahl solcher Selbstkonzepte, Einschätzungen und Bewertungen ausgebildet, über das eigene Aussehen, die Gesundheit, über Temperament, Begabungs- und Interessenrichtungen u. a. (Mummendey 1995). Dies ist kein objektives Wissen, denn es handelt sich um Selbstbeurteilungen, auch wenn sie die Rückmeldungen anderer Menschen einbeziehen. Es sind subjektive Theorien über die eigene Person. Dennoch bilden sie einen wesentlichen Teil der biografisch orientierten Persönlichkeitstheorien, die den Menschen in seinem persönlichen Sinn- und Wertbezug und darüber hinaus die gesamte Persönlichkeit und die Lebenswelt des Individuums erfassen wollen.
Ebenfalls von dem vorrangigen Interesse an kognitiven Prozessen angeregt ist der Informationsverarbeitungs-Ansatz. Die theoretischen Entwürfe stützen sich jedoch auf experimentelle Methoden und Computersimulationen statt auf die Selbstbeurteilungen des Individuums. Aus der Allgemeinen Psychologie stammen verschiedene Anregungen, individuelle Verhaltensunterschiede auf die unterschiedliche Verarbeitung von Informationen zurückzuführen. Damit sind u. a. die aktuellen Wahrnehmungen, Gedächtnisinhalte, bewusstseinsfähiges deklaratives Wissen über Fakten und weitgehend nicht bewusstes prozedurales Wissen über Regeln, Abläufe, Wenn-Dann-Verknüpfungen gemeint, außerdem Prozesse der Urteilsbildung sowie Erwartungen und Bewertungen. Dazu gehört auch die Bereiche des individuellen Wissens, z. B. über Situationen und Zusammenhänge, über Ursachen und Wirkungen. Die in dieser Forschungsrichtung entwickelten Modelle definieren und verknüpfen Verhaltensdispositionen, Aufgaben und Reaktionsmöglichkeiten und beschreiben damit, wie individuelle Unterschiede in solchen Verarbeitungsprozessen zustande kommen könnten. Inwieweit diese rationalen Konstruktionen eine tiefergehende Aufklärung bestimmter Persönlichkeitseigenschaften leisten können und wie die Übereinstimmung mit dem alltäglichen Verhalten angemessen zu prüfen ist, scheint noch unklar zu sein. Praktische Verfahren der Persönlichkeitsdiagnostik fehlen bisher.
Neben diesen kognitiv und selbsttheoretisch ausgerichteten Persönlichkeitstheorien sind weitere Richtungen zu nennen, die jedoch methodisch und praktisch noch weniger ausgearbeitet sind. Dazu gehören u. a. und kommunikativ-handlungstheoretische (Jürgen Habermas) und ähnliche Konzepte (Krampen 2000) sowie Perspektiven der Systemtheorie in der Psychologie.

## Biopsychologische Persönlichkeitstheorien
Biopsychologische Persönlichkeitstheorien gehen von der Überzeugung aus, dass alle Persönlichkeitsmerkmale wie auch andere psychische Funktionen (Wahrnehmung, Kognition, Bedürfnisse und Emotionen) eine biologische Grundlage in der Struktur und Funktion des Gehirns haben. Auch wenn die gegenwärtigen Untersuchungsmethoden noch unzureichend sind, wird an diesem Forschungsprogramm, das auch die genetischen Grundlagen einschließt, festgehalten. Die empirischen Untersuchungen sind ganz überwiegend Korrelationsstudien, d. h., es wird nach systematischen Zusammenhängen zwischen psychologischen und physiologischen Variablen gesucht. Außerdem liefern die neuropsychologischen Befunde von Patienten und zunehmend auch bildgebende Methoden während experimenteller Untersuchungen wichtige Hinweise. Die physiologischen Messungen betreffen nicht nur zentralnervöse Vorgänge, sondern auch viele Funktionen der Sensorik, Motorik, der vegetativ-endokrinen Steuerung der Körperfunktionen und biochemisch-immunologische Variablen (Konstitution). Die Untersuchungen werden zunehmend auch auf genetische Unterschiede ausgedehnt (vgl. Neuropsychologie, Psychophysiologie, Verhaltensgenetik).
Die bekannteste biopsychologische Persönlichkeitstheorie stammt von Hans Jürgen Eysenck. Er nahm an, dass die Ausprägung der Extraversion eine biologische Grundlage in der unterschiedlichen Erregbarkeit bzw. Hemmung kortikaler Systeme des Gehirns hat. Die Ausprägung der Emotionalität soll mit dem Grad der vegetativen (autonomen) Labilität des vegetativen Systems zusammenhängen, die ihre biologische Grundlage allgemein in einer Labilität des Limbischen Systems habe. Beide Hypothesen haben umfangreiche Forschungsarbeiten angeregt, doch ist die empirische Prüfung methodisch schwierig, u. a. wegen der möglichen Wechselwirkung beider Dispositionen in einer bestimmten Testbedingung oder Verhaltenssituation. Metaanalysen, die viele Einzelstudien zusammenfassen, lieferten sehr kritische Bilanzen. Die Befunde sind widersprüchlich, und hinsichtlich der Emotionalität insgesamt widerlegt (Amelang 2006; Fahrenberg und Myrtek 2005). Das Forschungsinteresse hat sich auf das Gebiet der neuroendokrinen und biochemischen Persönlichkeitsforschung verlagert (siehe Henning und Netter 2005) und aktuell auch auf verhaltensgenetische Studien. Wie zuverlässig solche Befunde sind, kann auch hier erst aufgrund von systematischen Wiederholungsstudien und Metaanalysen festgestellt werden.
Die grundsätzliche Annahme, dass Verhaltensdispositionen immer auch eine neurobiologische Grundlage haben, wird nur selten in Frage gestellt. Im Zuge des sich verändernden Altersaufbaus der Bevölkerung ist das Interesse an den Vorgängen der körperlichen Reifung und Alterung, an der Gerontologie und verwandten Forschungsgebieten gestiegen. Inzwischen ist nach der Evolutionsbiologie auch eine Evolutionspsychologie entstanden, die nach der Bedeutung bestimmter Intelligenz- und Persönlichkeitseigenschaften für die Evolution des Menschen fragt (Buss 2005). Erst in neuerer Zeit wurde die Differenzielle Psychologie auch auf die kognitiven Leistungen und die Persönlichkeitsmerkmale von höheren Lebewesen ausgeweitet, vor allem auf die Psychologie der Haustiere und der Menschenaffen Primaten (siehe Uher und Asendorpf 2008).

## Entwicklungsorientierte Persönlichkeitstheorien
Die menschliche Psychogenese führt zu ereignisabhängigen und strukturellen Veränderungen der Persönlichkeit über die gesamte Lebensspanne. Erik H. Erikson beschreibt im Stufenmodell der psychosozialen Entwicklung, welche Stadien ein Mensch im Laufe seines Lebens durchschreitet. Jedes Stadium ist mit speziellen Entwicklungsaufgaben bzw. Lebenskrisen verbunden, die durch die adaptiven Qualitäten der Persönlichkeit neu gemeistert werden. Nahezu unabhängig vom Lebensalter, nachdem Jean Piagets Stufen der kognitiven Entwicklung durchschritten wurden, bleiben die Muster persönlicher Bedeutungsstrukturen ab dem jungen Erwachsenenalter überwiegend stabil. Jane Loevinger beschreibt im Modell der Ich-Entwicklung, welche Entwicklungsstufen im Zusammenhang mit persönlicher Reife und einer zunehmenden Differenzierung, einer wachsenden Organisationskomplexität und steigenden Integrationsfähigkeit unbewusster Persönlichkeitsanteile einhergehen. Die Kapazitäten struktureller Persönlichkeitsveränderungen beziehen sich auf die fundamentale Einheit bedeutungserzeugender Entwicklungspotentiale.

## Vergleich von Persönlichkeitstheorien und wissenschaftliche Trends
In der psychologischen Fachliteratur werden zahlreiche Beurteilungskriterien für Persönlichkeitstheorien vorgeschlagen. Im Unterschied zur Theorienbildung in den Naturwissenschaften, handelt es sich hier nicht um ein Gefüge von exakten Begriffen und empirisch geprüften Ableitungen aus allgemeinen Gesetzen, sondern um theoretische Entwürfe, die ein außerordentlich umfangreiches und schwieriges Gebiet zu fassen versuchen. Deswegen geht es hauptsächlich um die verständliche Definition der Grundbegriffe, praktisch gut anwendbare Methoden, die Verhaltensvorhersage in bestimmten Situationen und allgemein den wissenschaftlichen Nutzen bei bestimmten professionellen Aufgabenstellungen.
Beim genaueren Vergleich von Persönlichkeitstheorien sind außer den einleitend genannten allgemeinen Perspektiven bzw. grundsätzlichen Vorentscheidungen viele inhaltliche und methodische Gesichtspunkte zu berücksichtigen (vgl. Asendorpf 2007; Carver und Scheier 2004; Fisseni 1998; Pervin et al. 2005):
- ein grundlegendes Interesse eher an der Struktur der Persönlichkeit oder
- am Prozess der Veränderung (auch in Hinblick auf Psychotherapie und Pädagogik);
- Interesse auch an abweichendem Verhalten und Psychopathologie;
- bevorzugte Methoden, beispielsweise Selbstbeurteilungen, Fragebogen, Interviews oder objektive Methoden wie standardisierte Tests, Verhaltensbeobachtungen, Messungen;
- bevorzugte Verfahren der statistischen Analyse (bzw. Ablehnung solcher Methoden überhaupt).

Noch zu wenig analysiert sind die den Persönlichkeitstheorien zugrunde liegenden Menschenbilder.
„Das Menschenbild gehört zu jenen Persönlichkeitsfaktoren, die Einfluss auf die Vorgehensweise der Wissenschaftler haben. (…) Wir müssen uns deshalb immer fragen, ob eine gegebene Interpretation eine notwendige Schlussfolgerung aus dem Datenmaterial darstellt, oder ob sich in dieser Interpretation eher das Menschenbild des Forschers äußert“ (Pervin, 1981, S. 479).
In der Geschichte der Persönlichkeitsforschung spiegeln sich auch allgemeinere gesellschaftliche Entwicklungen und der Wandel der Menschenbilder. Die Beziehungen zwischen den Persönlichkeitsforschern und ihren Persönlichkeitstheorien wurden noch kaum untersucht (Fahrenberg 2004). In den Lehrbüchern der Persönlichkeitspsychologie sind höchstens einige Hinweise zu finden. Die meisten Persönlichkeitstheoretiker äußern sich nicht genauer über ihren eigenen Standpunkt, obwohl philosophische, religiöse und wissenschaftstheoretische Vorentscheidungen zweifellos Konsequenzen für die Theorienbildung haben werden. Die möglichen Zusammenhänge werden in den Praxisfeldern der Psychologie deutlich, wenn Persönlichkeitstheorien bzw. Menschenbilder als Leitbilder des professionellen Handelns wirken – referenzielle Persönlichkeit (Tapu, 2001, S. 14).

## Ausblick
Eine zusammenfassende, integrative Theorie, welche die verschiedenen Perspektiven vereint, ist nicht in Sicht. Persönlichkeitstheorien mit einem breiten Geltungsanspruch sind in der letzten Zeit nicht mehr entwickelt worden. Vielfach konzentriert sich die bescheidener gewordene Forschung auf eine ausgewählte Persönlichkeitseigenschaft oder auf eine abgrenzbare Teilfrage, die entweder theoretisch oder praktisch besonders wichtig ist oder für die neue, z. B. neurowissenschaftliche und verhaltensgenetische Methoden, verfügbar sind. So haben sich die Interessenschwerpunkte gewandelt. Statt sich über Persönlichkeitstheorien auseinanderzusetzen oder so allgemeine Fragen wie das Erbe-Umwelt-Problem oder die Interaktionismus-Kontroverse zu behandeln, überwiegen gegenwärtig Forschungsaufgaben der differentiellen Psychologie, d. h. vergleichsweise einfachere und anwendungsnähere Ansätze. Es geht um die optimalen Strategien der Diagnostik (Assessment), wie bestimmte theoretische Konstrukte zweckmäßig und entscheidungsorientiert erfasst werden können oder wie Veränderungen angemessen zu beschreiben sind, z. B. in der Bewährungskontrolle (Evaluation) von psychologischen und pädagogischen Interventionen bzw. Förderprogrammen.